# Oscar Gissi
Oscar Antonio Gissi (Buenos Aires, Argentina, 11 de enero de 1961) es un exfutbolista y entrenador argentino.
Es padre de los también futbolistas Dylan Gissi, Kevin Gissi, Maylis Gissi y Shadya Gissi.

## Clubes

### Como jugador
| Club                    | País      | Año       |
| ----------------------- | --------- | --------- |
| Quilmes                 | Argentina | 1979-1984 |
| Vélez Sársfield         | Argentina | 1984-1988 |
| Estudiantes de la Plata | Argentina | 1988      |
| Morelia Aquí no jugó    | México    | 1988-1989 |
| CS Chênois              | Suiza     | 1989-1996 |
| Granghen                | Suiza     | 1997-1998 |

### Como entrenador
| Club                             | País      | Año       |
| -------------------------------- | --------- | --------- |
| CS Chênois                       | Suiza     | 1997-1999 |
| FC Meyrin                        | Suiza     | 1999-2001 |
| Grand Lancy                      | Suiza     | 2000-2002 |
| Selección de Suiza Sub-16        | Suiza     | 2003-2005 |
| CS Chênois                       | Suiza     | 2004-2007 |
| Estudiantes de la Plata (sub-17) | Argentina | 2009-2011 |
| Blooming                         | Bolivia   | 2012-2013 |

## Selección nacional
Ha sido internacional absoluto con la Selección de fútbol de Argentina entre los años 1987 y 1988, con 7 presencias y 1 gol en partidos no oficiales vinculantes con FIFA.